# Max Betzien
Max Betzien (* 2. März 1994 in Leipzig) ist ein deutscher Volleyball- und Beachvolleyballspieler.

## Karriere Halle
Betzien spielte als Jugendlicher in seiner Heimat Hallenvolleyball beim VC Markranstädt, beim VC Leipzig und bei den L.E. Volleys. 2008 wurde er deutscher U15-Meister. 2011/12 spielte der Außenangreifer im Junioren-Team des VC Olympia Berlin in der zweiten Bundesliga. Danach wechselte er zum Drittligisten SV Lindow-Gransee, mit dem er 2013 in die zweite Bundesliga aufstieg.

## Karriere Beach
2009 begann Betzien mit dem Beachvolleyball. Mit Max-Jonas Karpa wurde er 2011 Vierter bei der U18-Europameisterschaft in Vilnius. Im darauffolgenden Jahr gewann er mit Jenne Hinrichsen Bronze bei der deutschen U20-Meisterschaft. Anschließend belegten Betzien/Karpa den fünften Platz bei der U19-WM in Larnaka, wurden deutsche U19-Vizemeister in Kiel und kamen bei der U20-EM in Hartberg ebenfalls auf den fünften Rang. Ein Jahr später gab es für Betzien/Karpa bei der U21-WM in Umag wieder den fünften Platz. Betziens Standardpartner 2013 war Thomas Kaczmarek, mit dem er bei der deutschen Meisterschaft den neunten Platz belegte. 2014 spielte Betzien zunächst mit Niklas Rudolf und später auch mit Toni Hellmuth, mit dem er erneut Neunter bei der deutschen Meisterschaft wurde. Bei der U22-EM in Antalya wurde er mit Mirko Schneider Vierter. 2015 spielte Betzien national und international zunächst mit Niklas Rudolf und später wieder mit Mirko Schneider, mit dem er bei der deutschen Meisterschaft den 13. Platz belegte.
Ab 2016 war der Berliner Nils Ehlers sein Standardpartner, mit dem er den Smart Super Cup in Kühlungsborn gewann und bei der deutschen Meisterschaft Fünfter wurde. Nach einem neunten Platz bei der Deutschen Meisterschaft 2017 trennten sich die beiden. Seit 2018 spielt Betzien mit Jonathan Erdmann. Beim 3-Sterne-Turnier der World Tour in Tokio und bei der deutschen Meisterschaft wurden sie jeweils Fünfte. Im Juni 2019 gewannen sie auf der Techniker Beach Tour das Turnier in Nürnberg. Im Juni/Juli 2020 nahm er mit Dirk Westphal an der Beach-Liga teil und gewann den Wettbewerb im Finale gegen Alexander Walkenhorst und Sven Winter. Betzien belegte an der Seite von Philipp-Arne Bergmann bei der deutschen Meisterschaft den neunten Platz.